# Venus Awards 2023
Die Venus Awards 2023 wurden am 26. Oktober 2023 im Wintergarten Varieté in Berlin im Rahmen der Messe Venus Berlin vergeben. Die Moderation übernahmen wie im Vorjahr das Erotikmodell RoxxyX und der Fernsehmoderator Mola Adebisi.

## Preisträger
In Klammern die weiteren Nominierungen.
- Beste OTT App: Blue Movie (Erotic Lounge, eotiXClub)
- Bestes Film Flatrate: Eroctic Lounge (NightClub, Blue Movie)
- Beste Streaming-Plattform: Erotik.com (Beate Uhse, Private VOD)
- Best Escort Marketplace: Kauf mich (Ladies.de, Erobella)
- Best Fan Site: LoyalFans (4based, Best Fans)
- Beste Livestream Site: Stripchat (Cam4, streamate)
- Cam Site of the Year: BongaCams (Cherry.tv, Private Live)
- Beste Amateurcommunity: My Dirty Hobby (Big7.com, AmateurCommunity)
- Most Popular International Paysite: Brazzers (Dorcel Club, Letsdoeit)
- Beste Darstellerin international: Angela White (Catherine Knight, Tiffany Tatum)
- Beste Darstellerin: Sirena Sweet (Angelika Grays, Zaawaadi)
- German Model of the Year: Mina Babe (Lia Leone, Jolee Love)
- Bestes Amateurgirl: Jenny Stella (Lina Love, Micky Muffin)
- Bester Shootingstar: Sweetgini  (Jennasxy19, Miageil69)
- Beste Amateur Newcomerin: Layla von Hohensee (Maja1998, Leni Luchs)
- Best Femdom Pornstar: Cruel Reell (Syonera von Styx, Lady Stefanie)
- Beste MILF: Cat Coxx (Kira Knight, Mia Bitch)
- Bestes Tattoo Porno Model: Tyra Ride (Mila Elaine, InkedBitch)
- Best Film Director: Pussykat & Leyluken (Mark Zicha, Ronny Rosetti)
- Gonzo Performer of the Year: Sabien de Monia (Anna de Ville, Aletta Ocean)
- Juryaward Bester Platin VIP: Osti
- Juryaward 10 Jahre Venus Gesicht: Micaela Schäfer[6]